# Bataille de Vaal Krantz
Seconde guerre des Boers
Batailles
Raid Jameson (décembre 1895 - janvier 1896)
- Doornkop

Front ouest (octobre 1899 - juin 1900)
- Kraaipan
- Belmont
- Graspan
- Modder River
- Stormberg
- Magersfontein
- Kimberley
- Paardeberg
- Poplar Grove
- Driefontein
- Sand River
- Mafeking
- Doornkop
- Biddulphsberg
- Lindley
- Diamond Hill

Front est (octobre 1899 - août 1900)
- Talana Hill
- Elandslaagte
- Rietfontein
- Bataille de Ladysmith
- Colenso
- Spion Kop
- Vaal Krantz
- Siège de Ladysmith
- Libération de Ladysmith
- Bergendal

Raids et guérillas (mars 1900 - mai 1902)
- Sanna's Post
- Mostertshoek
- Jammerbergdrift
- Roodewal
- Bothaville
- Leliefontein
- Nooitgedacht
- Vlakfontein
- Groenkloof
- Elands River
- Bloedrivier Poort
- Bakenlaagte
- Groenkop
- Tweebosch
- Rooiwal

La bataille de Vaal Krantz (5 au 7 février 1900) fut la troisième tentative, infructueuse, du général Redvers Buller de l'Armée britannique de contourner les Boers de Louis Botha et de lever le siège de Ladysmith. La bataille se déroula pendant la seconde guerre des Boers.

## Contexte
Lors de la première et de la deuxième tentatives de libérer Ladysmith, l'armée de Buller fut vaincue par Botha dans les batailles de Colenso et de Spion Kop. Les pertes britanniques se montèrent à 3 000 hommes, contre quelques centaines pour les boers.

## Bataille
Vaal Krantz était une chaîne de kopjes (petites collines) à quelques kilomètres à l'est de Spion Kop. Buller essaya d'installer une tête de pont au-delà de la rivière Tugela. Après trois jours d'escarmouches, le général britannique estima que ses positions étaient si inconfortables qu'il ne pouvait assurer un support d'artillerie pour des attaques d'infanterie. Buller demanda un conseil de guerre, et « tous ses généraux conclurent que le mieux était de tenter une nouvelle attaque ailleurs. » Les Britanniques déplorèrent 333 victimes. Les pertes boers sont inconnues, mais probablement légères.
Val Krantz fut une défaite mineure. Le 14 février, Buller lança sa quatrième offensive pour la libération de Ladysmith, qui fut finalement victorieuse.

## Sources
- (en) Thomas Pakenham, The Boer War, New York, Avon Books, 1979, 784 p. (ISBN 0-380-72001-9)